# 後藤好人
後藤 好人（ごとう よしひと、1960年〈昭和35年〉9月18日 - ）は、日本の政治家。北海道江別市長（1期）。

## 来歴
北海道美唄市出身。北海道教育大学釧路校卒業。1985年江別市役所に入る。2008年総務部総務課参事（危機対策・防災担当）、2012年教育部次長、2013年経済部次長、2014年生活環境部長、2015年経済部長、2018年総務部長、2021年江別市副市長に就任。2022年12月に次期江別市長選挙への立候補を表明。2023年4月の市長選挙では元市議会議員の2人を抑えて当選した。
2023年5月1日、江別市長就任。